# King Animal
| Совокупная оценка  | Совокупная оценка |
| Источник           | Оценка            |
| ------------------ | ----------------- |
| Metacritic         | 70/100            |
| Оценки критиков    |                   |
| Источник           | Оценка            |
| AllMusic           | [ 8 ]             |
| Alternative Press  | [ 9 ]             |
| Artistdirect       | [ 4 ]             |
| BBC Music          | (favorable)       |
| Drowned in Sound   | 7/10              |
| The Guardian       | [ 3 ]             |
| Pitchfork          | 5.9/10            |
| The Phoenix        | [ 12 ]            |
| Rolling Stone      | [ 13 ]            |
| The New York Times | (favorable)       |

King Animal — шестой и последний студийный альбом американской рок-группы Soundgarden, выпущенный 12 ноября 2012 года (через 2 года после воссоединения группы). Это первый оригинальный студийный альбом Soundgarden за последние 16 лет. Также это последний студийный альбом Soundgarden, который был выпущен до смерти фронтмена Криса Корнелла в 2017 году и последующим роспуском группы.

## Об альбоме
После успеха выпущенного в 2010 году сборника Telephantasm Soundgarden работали над новым студийным альбомом с неопределённой датой релиза. Группа отправилась в большое турне, которое продлилось с выпуска Telephantasm до лета 2012 года, когда стало известно, что новый альбом Soundgarden будет готов к осени.
Первый сингл с альбома — Been Away Too Long — вышел 27 сентября 2012 года. 31 октября, за две недели до релиза альбома, на официальном канале Soundgarden на YouTube был выложен клип на песню Non-State Actor. В нём на фоне обложки альбома King Animal развевается американский флаг. За неделю до официального релиза альбом стал доступен бесплатно в полном объёме на iTunes.

## Список композиций
| №                   | Название                    | Автор(ы)                    | Длительность |
| ------------------- | --------------------------- | --------------------------- | ------------ |
| 1.                  | «Been Away Too Long»        | Крис Корнелл, Бен Шеферд    | 3:36         |
| 2.                  | «Non-State Actor»           | Корнелл, Шеферд, Ким Тайил  | 3:57         |
| 3.                  | «By Crooked Steps»          | Мэтт Кэмерон, Шеферд, Тайил | 4:00         |
| 4.                  | «A Thousand Days Before»    | Корнелл, Тайил              | 4:23         |
| 5.                  | «Blood on the Valley Floor» | Корнелл, Тайил              | 3:48         |
| 6.                  | «Bones of Birds»            | Корнелл                     | 4:22         |
| 7.                  | «Taree»                     | Корнелл, Шеферд             | 3:38         |
| 8.                  | «Attrition»                 | Шеферд                      | 2:52         |
| 9.                  | «Black Saturday»            | Корнелл                     | 3:29         |
| 10.                 | «Halfway There»             | Корнелл                     | 3:16         |
| 11.                 | «Worse Dreams»              | Корнелл                     | 4:53         |
| 12.                 | «Eyelid's Mouth»            | Кэмерон, Корнелл            | 4:39         |
| 13.                 | «Rowing»                    | Корнелл, Шеферд             | 5:08         |
| Общая длительность: | Общая длительность:         | Общая длительность:         | 52:01        |

| №                   | Название                        | Длительность |
| ------------------- | ------------------------------- | ------------ |
| 14.                 | «Worse Dreams» (Демозапись)     | 3:20         |
| 15.                 | «Black Saturday» (Демозапись)   | 3:16         |
| 16.                 | «By Crooked Steps» (Демозапись) | 4:23         |
| Общая длительность: | Общая длительность:             | 1:03:00      |

| №                   | Название                        | Длительность |
| ------------------- | ------------------------------- | ------------ |
| 14.                 | «Worse Dreams» (Демозапись)     | 3:20         |
| 15.                 | «Black Saturday» (Демозапись)   | 3:16         |
| 16.                 | «By Crooked Steps» (Демозапись) | 4:23         |
| 17.                 | «Bones of Birds» (Демозапись)   | 3:27         |
| Общая длительность: | Общая длительность:             | 1:06:27      |

| №                   | Название                        | Длительность |
| ------------------- | ------------------------------- | ------------ |
| 14.                 | «Worse Dreams» (Демозапись)     | 3:20         |
| 15.                 | «Black Saturday» (Демозапись)   | 3:16         |
| 16.                 | «By Crooked Steps» (Демозапись) | 4:23         |
| 17.                 | «Halfway There» (Демозапись)    | 3:34         |
| Общая длительность: | Общая длительность:             | 1:06:34      |

| №                   | Название                              | Длительность |
| ------------------- | ------------------------------------- | ------------ |
| 14.                 | «Worse Dreams» (Демозапись)           | 3:20         |
| 15.                 | «Black Saturday» (Демозапись)         | 3:16         |
| 16.                 | «By Crooked Steps» (Демозапись)       | 4:23         |
| 17.                 | «Bones of Birds» (Демозапись)         | 3:27         |
| 18.                 | «A Thousand Days Before» (Демозапись) | 4:24         |
| Общая длительность: | Общая длительность:                   | 1:10:51      |

## Участники записи
- Крис Корнелл — вокал, ритм-гитара
- Мэтт Кэмерон — ударные, бэк-вокал
- Бен Шеферд — бас-гитара, бэк-вокал
- Ким Тайил — соло-гитара
- Майк МакКриди — дополнительная гитара в Eyelid’s Mouth